# Anapistula jerai
Anapistula jerai is een spinnensoort uit de familie Symphytognathidae. De soort komt voor in Maleisië, Borneo, Kalimantan en Krakatau.